# Колачевский, Сергей Николаевич
Сергей Николаевич Колачевский (Калачевский) (1849 или 1850, село Фёдоровка, Херсонская губерния; или 12 января 1850, селение Успенское ,— 23 мая (5 июня) 1911, Санкт-Петербург) — доктор медицины, практикующий хирург. Российский рудопромышленник — владелец рудника в Екатеринославской губернии, действительный статский советник (1910). Меценат, попечитель ряда учреждений, включая Сестрорецкий детский санаторий имени Е. В. Колачевской.
Также известен как библиофил, собиратель французской живописи, издатель газеты «Русское чтение».

## Биография
Родился в селе Фёдоровка Александрийского уезда Херсонской губернии. По другим данным, согласно копии метрики о рождении и крещении  родился 12 января 1850 в селении Успенка/Успенское Первого Кавалерийского Округа, Новороссийского военного поселения. Крещен 21 января 1850 в Свято-Успенской церкви. Восприемниками были князь Иван Иванов Манвелов и полковница Феокстиста Яковлева Тихонова.  
Учился в Кременчугской гимназии. В 1868 году поступил на медицинский факультет Киевского университета.

### Хирург
По получении диплома врача начал практиковать в земских учреждениях Кременчуга.
В 1876 году (по другим данным — в начале 1880-х годов, или в 1881-м) он защитил докторскую диссертацию на тему «К вопросу о строении костного мозга». Ученик гистолога П. И. Перемыжко.
В 1876—1879 годах дважды отправлялся в составе отряда Красного Креста на Балканы, где помогал восставшему болгарскому народу в борьбе за независимость с Турцией.
С 1882 года жил в Одессе, где занимался активной общественной деятельностью: вице-президент Одесского «Общества Изящных Искусств», член Одесского общества истории и древности. Стал гласным Городской думы, членом комиссии по заведованию городскими лечебными заведениями.
Имеются сведения, что в 1888 году Колачевский произвёл первую в Российском государстве успешную резекцию желудка по Бильроту-1, что стало поворотным пунктом в истории хирургии желудка в стране.

### Рудопромышленник
В 1890 году женился на Евгении Владимировне Розмарица, племяннице помещицы Зайцевой. В качестве приданого супруга получила 400 десятин земли возле села Весёлые Терны, в Верхнеднепровском уезде Екатеринославской губернии (ныне территория города Кривой Рог, Криворожский железорудный бассейн), где только начиналась «железная лихорадка».
В 1891 году приглашённым Колачевским штейгером (мастер горного дела) Николаем Белогостицким были обнаружены колоссальные залежи руды.
Колачевский, взяв под залог рудоносного участка и обязательства поставок руды кредит в немецком банке в размере 1,5 млн марок, основал железный рудник, который он, благодаря своей энергии и организаторским способностям, превратил в богатейший, так что иностранцы предлагали за него Колачевскому 20 миллионов рублей.

#### Колачевский рудник

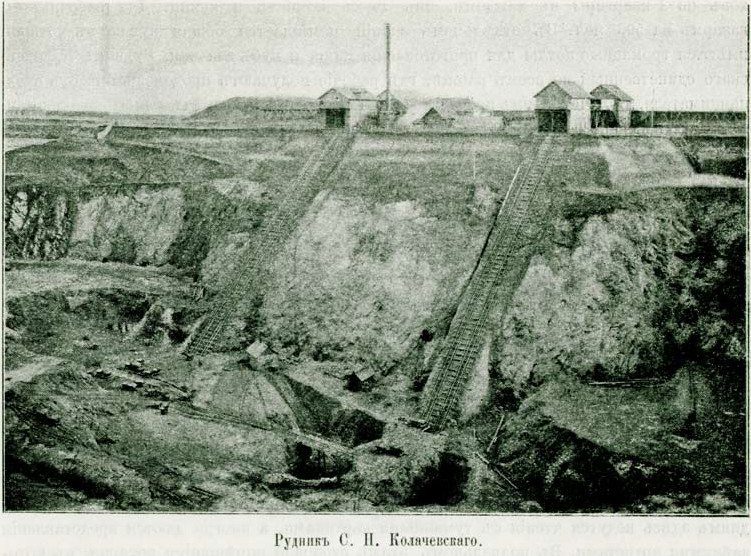
Рудник Колачевского

К добыче руды на руднике приступили осенью 1893 года.
Недалеко от рудника Колачевский построил поселок — рабочую колонию: не только дома для инженеров и «казармы» для рабочих, но и баню, школу, больницу, библиотеку, столовую на тысячу мест, регулярно превращаемую в театр.
Провел железнодорожную ветку прямо на рудник, и эта станция долго носила его имя. Первым в Криворожском железорудном бассейне в 1897 г. купил собственный паровоз системы Вилдвина для рудничных нужд, а в начале 1899 г. еще один — фирмы Кроуса.
В 1898 году был построен железнодорожный, т. н. Красный мост, который соединял рудник Калачевского с центром города (ныне сохранились останки моста, был разрушен во время войны или в 1950-х годах)
Имеются сведения, что в 1899 году на рудниках Колачевского рабочие, требуя увеличения зарплаты, бастовали 8 дней. 3 мая 1907 года рабочие также прекращали работу, требуя увеличения зарплаты Однако крупнейшая — четырёхдневная — стачка 1750 рабочих рудников Колачевского имела место в марте 1912 года — уже после смерти С. Н. Колачевского.
В 1902 году на руднике С.Колачевского была запущена центральная электростанция, энергия которой использовалась и для освещения жилых домов.
В 1907 году на руднике была заложена шахта № 5, построены Гофмановские печи для обогащения руды, приобретён паровоз Харьковского завода

В 1911 году хозяйство Колачевского рудника состояло из 78 жилых зданий, 110 построек для различных служб, 2 сараев, молочной фермы, коровника, 2 конюшен, свинарни, кирпичного завода, 8 зданий для машин, одного для котлов, кузницы и механической мастерской. 
.
В конце жизни Колачевский передал рудник в аренду на 36 лет Российско-бельгийскому металлургическому обществу.

### Меценат
Переехал в Санкт-Петербург, где он — обладатель 30-миллионного состояния, продолжал врачебную деятельность, сотрудничал с Удельной психиатрической больницей (ныне — психиатрическая больница им. Скворцова-Степанова). Был членом Санкт-Петербургского попечительного комитета о сёстрах милосердия Красного Креста.
Был председателем совета построенного им в Сестрорецке Сестрорецкого детского санатория имени Е. В. Колачевской (ныне некоторые здания — санаторий Детские Дюны). Жена Колачевского организовала строительство и частично его финансировала. Колачевский же взял на себя большую часть расходов по содержанию заведения и завещал ему капитал в 200 000 руб. В 1911 году, после смерти Колачевского, к названию заведения прибавилось и его имя.
Совместно с Д. Дубенским издавал газету «Русское чтение» (1901—1916).
Умер 23 мая (5 июня) 1911 года в Санкт-Петербурге от разрыва сердца. 26 мая 1911 тело было отпето в Сергиевском всей артиллерии Соборе и отправлено для погребения в Екатеринославскую губернию. Был похоронен на Пужмеровском (Колачевском) кладбище (Пужмарки (Старый рудник), Кривой Рог) в фамильном склепе. Кладбище заброшено и находится в зоне обрушения, место могилы не известно.

#### Завещания Колачевского
В день смерти Евгении Владимировны Колачевской 17 февраля 1906 года Колачевский составил знаменитое завещание с такими распоряжениями: 
а) продать все предметы роскоши и бездоходные вещи;
б) уплатить: 
1. всем рабочим и прислуге единовременно в зависимости от срока службы жалованье за 2 месяца-2 года;
2. многочисленным родственникам своим и своей жены, другим людям — от 1 до 100 тысяч рублей; также — Струдзовской общине сердобольных сестер в Одессе 50 тысяч рублей, Евгеньевской общине милосердных сестер в Санкт-Петербурге 25 тысяч рублей;
3. выдавать пожизненно троим родственникам и бывшей кормилице жены от 10 до 150 рублей в месяц;

в) эксплуатировать рудник, пока не соберется капитал в 500 тысяч рублей, после чего построить сельскохозяйственное училище имени Колачевских в его имении  (территория современного Кривого Рога) «с образцовыми полями, фермой и фруктовым садом». Причем училище должно быть бесплатное абсолютно для всех классов Херсонской и Екатеринославской губернии и на три крестьянских места должно приходится только одно дворянское;
г) после постройки училища, с доходов рудника формировать фонд на содержание училища; 
д) свободные постройки на руднике, которые не понадобятся училищу, превратить в убежища для престарелых жителей Херсонской и Екатеринославской губерний;
е) душеприказчиками назначить: братьев Беклемишевых — академика Владимира Александровича и дворянина Александра Александровича, а также губернских предводителей дворянства и председателей губернских земских управ Херсонской и Екатеринославской губернии и других представителей дворянства, управ, Херсонского и Верхнеднепровского уездов. Каждому душеприказчику полагалось 1500 рублей в год.
Стоимость имущества Колачевского на момент его смерти была — 25 847 151 рубль 87 копеек, причем 19 250 000 рублей были обеспечены договором с Русско-Бельгийским металлургическим Обществом на аренду рудника. Сумма долгов Колачевского разным лицам и организациям составляла более 2 миллионов рублей: 2 890 473 рубля . 
Состав наследства Колачевского: 
- деньги на банковских счетах и наличные деньги на общую сумму более 2 миллионов рублей;
- процентные и дивидендные бумаги;
- дом в Одессе;
- имение при деревне Еленовке, Весело-Терновской волости, Верхнеднепровского уезда, Екатеринославской губернии: 5 домов со службами;
- участок земли на 250 десятин при той же деревне Еленовка с находящимся тут рудником и имением;
- участок земли на 457/444 десятины при деревне Новогоригорьевке, пустоши Екатерининской и хуторе Еленовском в той же волости, уезде и губернии. Оба участка земли, железный рудник и имение были заложены в банке на сумму 1 500 000 рублей;
- долговые векселя от разных лиц на суммы от 350 рублей до 1 383 397 р 42 коп;
- закладная на сумму 1 миллион рублей на имение Шмаковых при деревнях Покровская и Запорожское ущелье Верхнеднепровского уезда, Екатеринославской губернии;
- договор с Русско-Бельгийским металлургическим Обществом на аренду рудника на 36 лет[4]. Примечательно, что договор был заключен 21 мая 1911 года, за 2 дня до смерти Колачевского;
- спорное имущество[2].

Кроме этого завещания, Колачевский в 1906-1909 составил ещё 4 завещания, каждое из которых дополняло либо уточняло основное.

#### Дело о завещании Колачевского
Дело о завещании С. Н. Колачевского слушалось в судах Санкт-Петербурга много лет и так и не было выполнено. 
Племянник Колачевского, Владимир Михайлович долгое время судился, требуя через Сенат отмены духовной. Его требования не были удовлетворены.
В 1913 подключились дворяне Шмаковы, недовольные расчетом наследственных пошлин.   
Затем, в 1914, завещание пытались оспорить родственники жены Колачевского, дворяне Розмарицы.  
Иск в Петроградский окружной суд подавал даже бывший приказчик имения Колачевского Самарский. Он просил двухгодичное жалование, основываясь на том, что работал в имении в 1895-1909 годах, а значит, тоже имеет право на выплату по завещанию. 
В 1916 году Сенат принял решение о законности завещания, но завещание выполнено не было в связи с революционными событиями.

## Архитектурные объекты, связанные с Колачевским

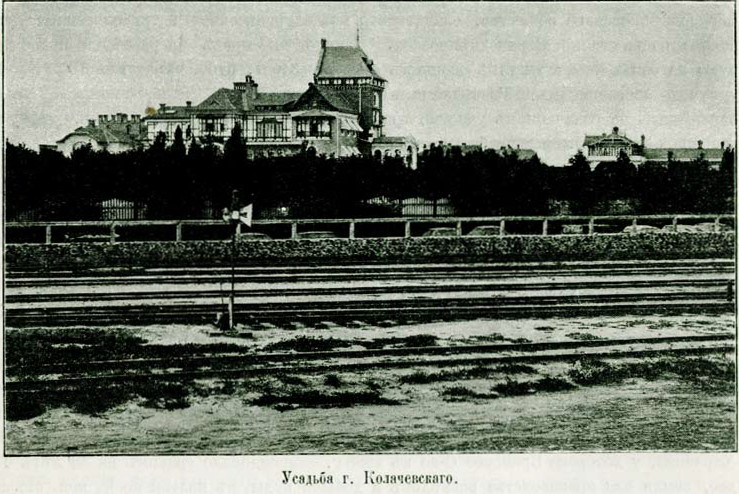
«Рудничный дворец» Колачевского

Рабочий посёлок при руднике был заброшен, в настоящее время находится в зоне обрушения ш. им. Орджоникидзе. Поместье С. Колачевского было разрушено в 1980-х гг. По рассказу одного старожила, двое местных жителей нашли в усадьбе клад, замурованный в стену. Золото было сдано государству, а дом, простоявший столько лет, не пережил нашествия «кладоискателей», которые, увы, более ничего не нашли, но не оставили от дома камня на камне. В настоящее время на территории бывшего поместья остался хорошо сохранившийся погреб-холодильник и руины фонтана.
Из основанного Колачевским остались здание Сестрорецкого детского санатория имени Е. В. Колачевской, открытого в 1906 году (ныне — реабилитационный центр «Детские Дюны»), и художественное училище в Одессе.
Известно, что Колачевскому принадлежал Дом Поммера (Одесса, ул. Сабанеев мост, 3), который в 1899 году одесский финансист А. Я. Поммер, уехав из Одессы, продал ему.

## Семья

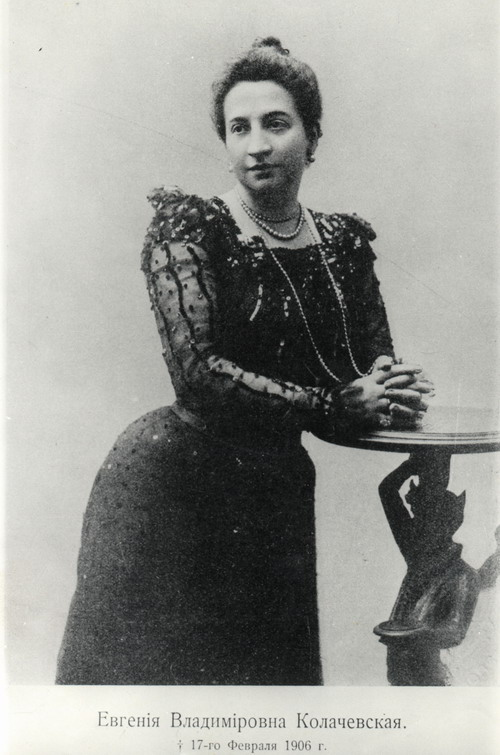
Е. В. Колачевская — супруга С. Н. Колачевского

Был третьим ребёнком (из пяти) от второго брака отца — штабс-ротмистра Николая Федоровича Колачевского с Марией Максимовной Ленгаузен. Родные братья и сестры: Вера 1843 г. р. (в замужестве Сердкова), Федор 1844 г.р., Михаил 1851 г.р. (Михаил Николаевич Колачевский  — украинский композитор), Николай 1855 г.р.
Супруги Колачевские детей не имели.

## Память
В мае 2016 года самая длинная улица Кривого Рога — улица 23 Лютого, была переименована в честь Сергея Колачевского. Вблизи улицы был расположен рудник, принадлежавший С. Н. Колачевскому.